# Skuhrov (hrad)
Skuhrov je zřícenina hradu u Skuhrova nad Bělou v okrese Rychnov nad Kněžnou v Královéhradeckém kraji. Hrad byl založen nejspíše na konci třináctého století a přibližně o dvě stě let později byl opuštěn. Jeho pozůstatky jsou chráněny jako kulturní památka.

## Historie

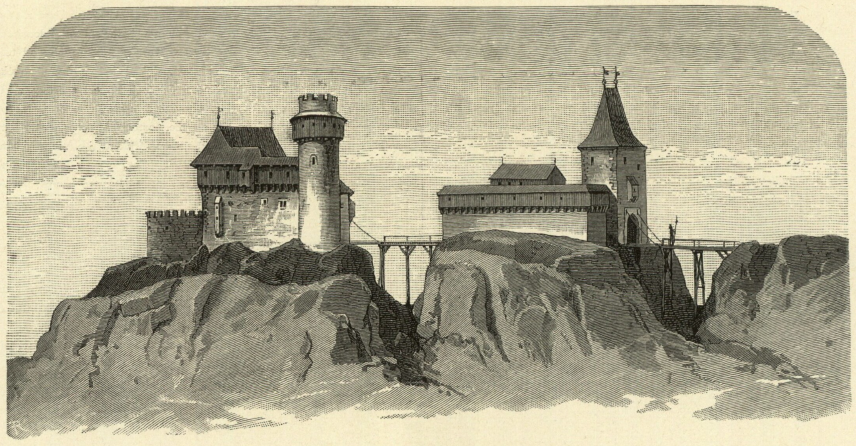
Rekonstrukce středověké podoby hradu (A. Sedláček: Hrady, zámky a tvrze království Českého, Díl 2., 1883)

Dalimilova kronika zmiňuje okolo roku 1280 Mutinu Skuhrovského z rodu Drslaviců, který patřil k vůdcům odporu proti žoldnéřům Oty V. Braniborského. Existence skuhrovského hradu v té době není potvrzena. Jeho pravděpodobnějším zakladatelem byl Jan z Meziříčí († po roce 1312, jehož syn Tas poprvé roku 1303 použil přídomek ze Skuhrova.
Po Janově smrti se o hrad dělili bratři Vznata a Tas, kteří se v roce 1338 rozdělili o majetek, přičemž Vznata dostal Křižanov a Tas si ponechal Skuhrov. Tas působil ve službách Karla IV. a naposledy byl zmíněn v roce 1359. Hrad poté přešel na jeho syny Jana a Vznatu ze Skuhrova, ale po roce 1361 je jako jediný držitel statku uváděn pouze Jan. Kromě řady vesnic mu v roce 1367 patřil také hrad Rychmberk. Krátce poté nejspíše zemřel a Skuhrov dostal jeho bratr Vznata. Ten zemřel před rokem 1384 a většina jeho majetku připadla jako odúmrť panovníkovi, ale skuhrovské panství zůstalo v majetku pánů z Meziříčí.
Roku 1386 byli skuhrovskými pány bratři Jan a Jaroslav z Meziříčí. Jejich vztah k předchozím majitelům je nejasný, ale pravděpodobně hrad zdědili. Následujícího roku byl jediným majitelem Jan z Meziříčí, který tehdy Skuhrov a Rychmberk prodal Půtovi z Častolovic a Bočkovi z Kunštátu a Poděbrad. Ti se 17. června 1387 dohodli, že každému patří polovina obou statků, ponechali si je v nedílném vlastnictví. Před rokem 1390 Bočkův podíl zdědil Půta.
Půta převedl Skuhrov jako věno Anně Osvětimské, manželce svého syna Půty II. z Častolovic, a 2. června 1396 je rozšířil o Rychmberk, Solnici a další majetek. Půta II. roku 1403 zemřel, a majetek proto začala spravovat vdova Anna, která nejprve sídlila na Rychmberku a později v Kladsku.
Zprávy o dění na Skuhrově až do roku 1454 se nedochovaly. Ve zmíněném roce hrad připadl jako odúmrť panovníkovi a král Ladislav Pohrobek jej věnoval Zdeňkovi Konopišťskému ze Šternberka. Ten Skuhrov postoupil Jiřímu z Poděbrad. Podle Tomáše Durdíka musel Jiří hrad pravděpodobně nejprve dobýt, protože předtím se ho zmocnil Jan Kolda ze Žampachu. Při té události mohl být Skuhrov pobořen. V roce 1495 skuhrovské panství kupoval Vilém z Pernštejna, ale v kupní smlouvě už bylo uvedeno pouze městečko Skuhrov, které od té doby patřilo k potštejnskému panství. Při jeho prodeji v roce 1558 byl hrad Skuhrov zmíněn jako pustý.

## Stavební podoba
Hrad byl založen na ostrožně nad pravým břehem říčky Bělé. Vstupovalo se do něj pravděpodobně věžovitou branou umístěnou v severovýchodním rohu předhradí. To na čelní a západní straně obíhal parkán a před ním ještě příkop. Za bývalou čelní hradbou se nachází rozměrná obdélná prohlubeň, která je torzem orchestřiště divadla z roku 1949.
Přístup k hradnímu jádru chránil další šíjový příkop, který dále pokračuje podél západní a jižní strany, kde jej doplňuje také vnější val. Ze zástavby mírně lichoběžné plochy se nejlépe dochovala obvodová hradba, podél které na jižní a východní straně stály budovy. Zaoblené severovýchodní nároží bývalo považováno za torzo bergfritu, ale dochované pozůstatky zdiva na existenci věže neukazují.
Tomáš Durdík hrad hypoteticky řadil mezi hrady s plášťovou zdí, nebo pravděpodobněji, vzhledem k odkryvu zdi rovnoběžné s čelní hradbou, mezi dvoupalácové dispozice.